# Spot-on
Als Spot-on (von englisch: to spot ‚tröpfeln‘, on ‚auf‘; Standardbezeichnung: „Lösung zum Auftropfen“) bezeichnet man flüssige antiparasitisch wirkende Tierarzneimittel, die an einer Stelle der Haut aufgetragen werden. Die Wirkstoffe gelangen entweder durch die Haut in den Organismus oder aber verteilen sich nur über die Hautoberfläche.
Spot-ons sind gegen Ektoparasiten (z. B. Zecken und Flöhe), Endoparasiten (z. B. Rund-, Band- und Hakenwürmer) oder gegen beides gerichtet. Als Kombinationspräparate können sie mehrere Wirkstoffe enthalten.
Spot-ons sind vor allem für Kleintiere üblich und werden sowohl zur Vorbeugung als auch zur Behandlung eingesetzt. Typischer Auftrageort ist der Nacken, da die Tiere den Wirkstoff hier nicht ablecken können. Größere Mengen sollten auf mehrere Punkte verteilt werden. Arzneistoffzubereitungen für Großtiere werden meist flächig über der Rückenlinie verteilt, was als Pour-on (von englisch: to pour ‚gießen‘ und on ‚auf‘, „Aufgusspräparat“, Standardbezeichnung: „Lösung zum Übergießen“) bezeichnet wird. Spot-ons werden in Mengen von üblicherweise maximal 10 Millilitern, Pour-ons in Mengen von üblicherweise mindestens 5 Millilitern angewendet.
Die Aufnahme und Verteilung des Wirkstoffs hängen von seinen chemischen Eigenschaften ab. So durchdringen beispielsweise Fipronil, Imidacloprid, Deltamethrin, Flumethrin oder Permethrin nicht die Basalzellschicht der Oberhaut, vielmehr werden sie durch Diffusionsvorgänge mit dem Hauttalg über die gesamte Körperoberfläche verteilt (Translokation). Amitraz wird nur zu etwa 10 % systemisch resorbiert. Avermectine wie Eprinomectin oder Ivermectin werden dagegen gut resorbiert, für Selamectin ist dies speziesabhängig (bei der Katze hohe Resorption, beim Hund kaum). Für die Katze sind auch Kombinationspräparate aus Emodepsid und Praziquantel (Handelsname Profender) gegen Rund- und Bandwürmer sowie aus Esafoxolaner, Eprinomectin und Praziquantel (Handelsname NexGard Combo) gegen Rund-, Bandwürmer und Ektoparasiten zugelassen, bei denen die Wirkstoffe jeweils schnell resorbiert werden.
Vorteil dieser Applikationsform ist, dass keine besonderen Vorrichtungen (Tauchbad, Sprayaufsatz) benötigt werden. Nachteilig ist, dass die Haarstruktur die Wirkstoffaufnahme beeinträchtigen kann und auch die Sicherheit für den Anwender und die Umwelt häufig unzureichend untersucht ist.